# Estació de l'Ametlla de Mar
L'Ametlla de Mar és una estació de ferrocarril propietat d'adif situada al nord-est de la població de l'Ametlla de Mar a la comarca del Baix Ebre. L'estació es troba a la línia Tarragona - Tortosa/Ulldecona i hi tenen parada trens de la línia R16 dels serveis regionals de Rodalies de Catalunya, operats per Renfe Operadora.
Aquesta estació de la línia de Tortosa, tram inclòs al Corredor Mediterrani, va entrar en servei l'any 1865 quan va entrar en servei el tram construït per la Companyia Ferroviària d'Almansa a València i Tarragona (AVT) entre Tarragona i l'Aldea.
L'any 2016 va registrar l'entrada de 52.000 passatgers.

## Serveis ferroviaris
| Serveis regionals de Rodalies de Catalunya |                      |       |                          |                             |
| Procedència/Destinació                     | <                    | Línia | >                        | Procedència/Destinació      |
| Tortosa Vinaròs València-Nord              | L'Ampolla-El Perelló |       | L'Hospitalet de l'Infant | Barcelona-Estació de França |